# Chisato Nishikigi
Chisato Nishikigi (jap. 錦木 千束 Nishikigi Chisato) – postać z japońskiego serialu anime Lycoris Recoil, stworzonego przez Spider Lily i Asaurę. Chisato jest uznawana za najsilniejszą agentkę wśród Lycoris, grupy wyszkolonych młodych agentek organizacji Direct Attack, której zadaniem jest utrzymanie spokoju i stabilności w Japonii. Dziewczyna zdolna jest do unikania kul i posiada ponadprzeciętny refleks. Chisato jest pacyfistką i chce wieść spełnione i spokojne życie, co stawia ją w sprzeczności z tajnymi i śmiercionośnymi sposobami Direct Attacku. Na początku serii zostaje partnerką Takiny Inoue po tym, jak ta ostatnia została przeniesiona do Café LycoReco za niewykonanie rozkazów. Chisato uczy Takinę pacyfistycznego podejścia i sprawia, by dziewczyna cieszyła się życiem poza byciem agentką.
Chisato pierwotnie miała być poważniejsza, jednak zmieniono jej postać na bardziej wesołą i optymistyczną, aby była bardziej sympatyczna dla publiczności, a jej zdolność unikania kul została stworzona, ponieważ Shingo Adachi uznał, że sprawienie, by mogła tylko używać pistoletu byłoby zbyt trudne. Głosu użyczyła jej Chika Anzai po japońsku i Lizzie Freeman po angielsku. Chisato była pozytywnie odebrana przez krytyków, a jej scharakteryzowanie i relacja z Takiną były chwalone.

## Koncepcja i kreacja
Scharakteryzowanie Chisato było priorytetem personelu, a reżyser serialu Shingo Adachi zauważa, że czuje się tak, jakby postać pisała się sama. Adachi uważał również, że Chisato powinna być bardziej ludzka, aby była lubiana przez widzów i żeby wyrażała więcej ze względu na status głównej bohaterki. Adachi opisuje Chisato jako inteligentną, ale normalną dziewczynę, która nie ma odpowiedzi na nic, ale podąża za tym, co jest w jej sercu, wierząc, że to jej słowa napędzają historię. Chciał też, żeby mówiła po chwili namysłu, uważając niepotrzebne dialogi i pauzy za znaczące i pokazujące autentyczność postaci. Chisato początkowo miała być poważną postacią, która później miała złagodnieć w miarę rozwoju jej relacji z Takiną. Kiedy później Adachi dołączył do projektu, Asaura był zainteresowany jego ideą szczęścia oraz typem kobiety postaci, co spowodowało obecny, pogodny charakter Chisato. Asaura twierdzi, że ze względu na osobowość Chisato trudno byłoby ją napisać i można ją wyrazić tylko w anime. Stwierdził również, że zmiany w jej charakterze sprawiły, że idealnie pasowała do zdystansowanej osobowości Takiny, stwierdzając, że gdyby były takie same jak pierwotnie planowano, oboje byliby zajętymi ludźmi. Chisato miała być pierwotnie niezadowolona z faktu, że Takina została jej partnerką. Asaura stwierdza, że nie podobał mu się ten wątek fabularny, ponieważ pierwszy odcinek byłby zbyt napięty jak na jego gust. Adachi omawia, jak trudno jest w pozytywny sposób przedstawić historię strzelającego dziecka, dlatego sztab skupił się na rozwijającej się przyjaźni Chisato i Takiny.
Początkowy projekt Chisato pierwotnie posiadał białe włosy z niebieskawym cieniem, ale Imigimuru pomyślał, że postać wygląda jakby pochodziła z rodziny królewskiej, i przeprojektował jej włosy, zostawiając ten sam kolor, ale z żółtawymi cieniami. Chciał też nadać Chisato wyrazisty wygląd, dodając do jej włosów wstążkę. Imigimuru zrobił to również z tego powodu, że uważał, że fryzury Takiny i Chisato muszą być symetryczne względem siebie, ponieważ Takina ma długie czarne włosy i nie nosi żadnych akcesoriów. Wymyślając zdolności Chisato, początkowo dziewczyna miała być tylko biegła w posługiwaniu się bronią, ale Adachi uznał, że oznaczałoby to, że będą musieli zrobić „film podobny do Johna Wicka”, ponieważ byłby to zbyt trudny dla serialu telewizyjnego. W ten sposób powstała zdolność Chisato do unikania pocisków.

### Obsada głosowa
Głos Chisato w wersji japońskiej podkłada Chika Anzai, a w angielskiej Lizzie Freeman. Anzai była zaskoczona głębią scenariusza i podobało jej się czytanie go. Wspomniała, że rolami na przesłuchaniu były Chisato i Takina, a czytając scenariusz, pomyślała, że nie da sobie rady. Chika złożyła swoje przesłuchanie, myśląc, że nie zostanie przyjęta. Sądziła, że jeżeli została przyjęta, użyczyłaby głosu Takienie i była zdziwiona, że zamiast tego dostała rolę Chisato. Czuła, jak Chisato mówi do niej podczas scen z Takiną, przez co zapomniała, że gra. Anzai uważa, że częścią uroku Chisato jest to, że ma ona swoje własne cele, których nie narzuca innym oraz posiada zdolność rozumienia ludzkich uczuć.

## Odbiór
Chisato została nominowana do nagrody dla najlepszej postaci na 7. Crunchyroll Anime Awards wraz z Chiką Anzai za najlepszy występ aktora głosowego w języku japońskim za jej rolę, Wydano również gadżety oparte na Chisato, w tym Nendoroid, figurkę w skali oraz zegarki. Hideo Kojima zamieścił na Twitterze zdjęcie jednego ze swoich manekinów odtwarzających jedną z póz Chisato z odcinka 4, przyciągając uwagę Asaury i Imigimuru. W Dniu Heteroconger hassi, 11 listopada, Sumida Aquarium upamiętniło Chisato za to, że ta naśladowała wspomniane węgorze na swoim koncie na Twitterze.